# Mutinerie de la Granja de San Ildefonse
Ne doit pas être confondu avec Événements de La Granja.
 (novembre 2022).
Si vous disposez d'ouvrages ou d'articles de référence ou si vous connaissez des sites web de qualité traitant du thème abordé ici, merci de compléter l'article en donnant les références utiles à sa vérifiabilité et en les liant à la section « Notes et références ».
La mutinerie de la Granja de San Ildefonso ou émeute des sergents de la Granja est un soulèvement militaire ayant eu lieu en Espagne en août 1836 contre la régence de Marie-Christine de Bourbon, afin de restaurer la constitution de 1812 et d'abroger le Statut royal de 1834.

## Contexte
Le 15 mai 1836, la régente Marie-Christine de Bourbon destitue le chef du gouvernement, le leader progressiste Juan Álvarez Mendizábal, et le remplace par un modéré, Francisco Javier de Istúriz. Or les progressistes étaient arrivés au pouvoir après des révoltes d'été 1835, et dominé l'Assemblée. Ainsi, dès le 22 mai, le nouveau gouvernement est dissout par l'Assemblée progressiste, et de nouvelles élections sont organisées. Ces dernières sont remportées par la régente et les modérés.
En réponse à cette défaite électorale, les progressistes initient une série de révoltes populaires dans les grandes villes, principalement à Saragosse, Malaga et Barcelone. A ces insurrections s'ajoutent celles de nombreuses unités militaires, ainsi que d'une reprise des hostilités par les fidèles carlistes sous les ordres du général Miguel Gómez Damas (es). Ainsi, dans ce contexte général de révolte, de nombreux espagnols réclament le retour à la Constitution espagnole de 1812.

## La mutinerie
Au début du mois d'août 1836, la famille royale arrive au Palais royal de la Granja de San Ildefonso pour y passer l'été. Néanmoins, la garnison du palais, sans solde depuis trois mois, se montre hostile à la Régente. Et lorsque le 12 août dans la soirée les officiers généraux sont à Madrid pour assister à un opéra, certains sergents et soldats se mettent à scander des slogans tels que « Vive la Constitution ! Vive Espoz y Mina ! Vive l'Angleterre ! ».
Dès minuit le soir même, la Régente accepte de recevoir une délégation de trois mutins (deux sergents et un simple soldat), et s'entretient avec eux trois heures durant. Après ce premier entretien, infructueux, les mutins dirigés par Higinio García Muñoz (es) exigent un second entretien et forcent cette fois la Régente a signer un rétablissement de la Constitution de 1812 et l'abrogation du Statut royal de 1834. Il semble que la reine ait été contrainte de signer ce décret à la fois par peur immédiate des mutins, mais aussi par la situation militaire de son pays, où de nombreux généraux lui tournaient peu à peu le dos.

## Conséquences
Dès le matin du 13 août, les progressistes reviennent au pouvoir à la tête du gouvernement, avec le limogeage d'Istúriz et son remplacement par José María Calatrava, Mendizábal revenant en tant que ministre des Finances.
Outre une aversion désormais forte de Marie-Christine envers les progressistes, les modérés reprocheront parfois à la Régente de ne pas avoir été assez ferme et d'avoir laissé faire.